# سوهانک (زیست‌شناسی)

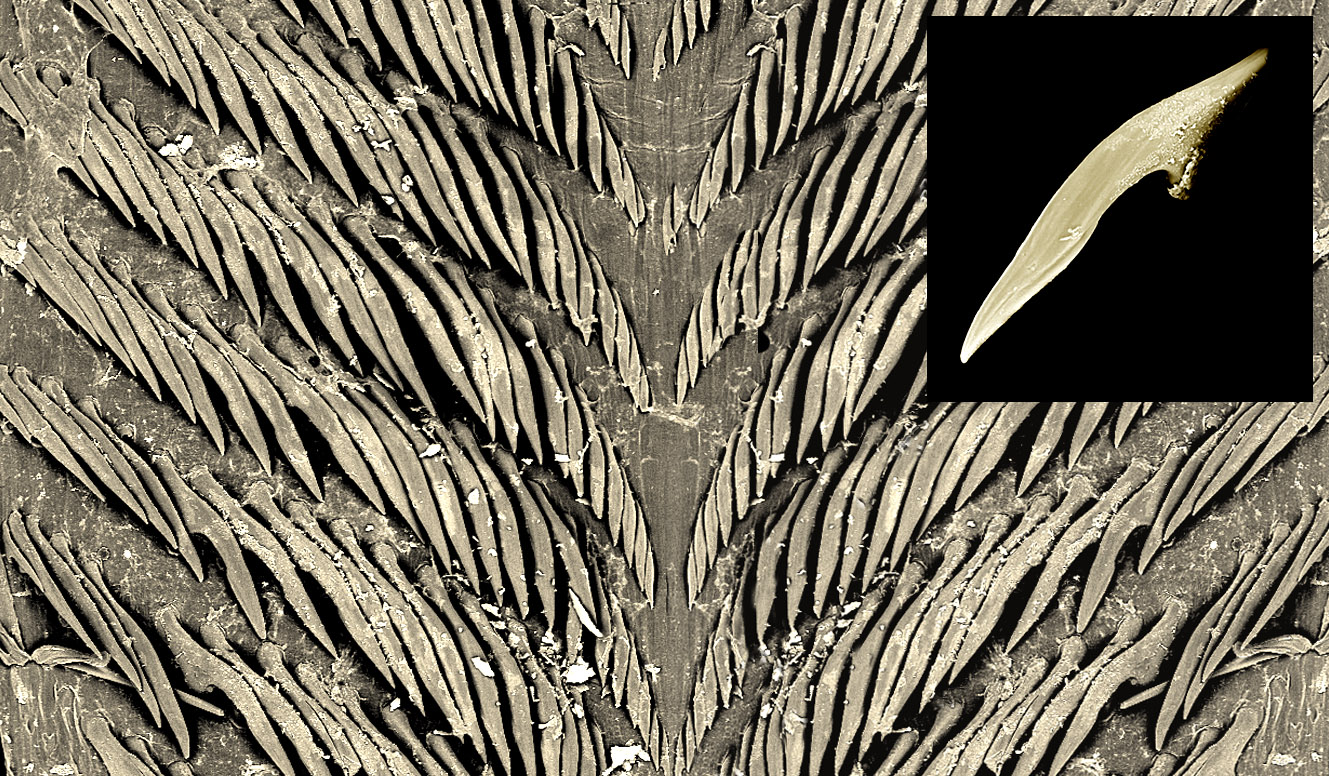
سوهانک یک لیسک شبح‌وار، Selenochlamys ysbryda.

سوهانَک (radula) یک ساختار کالبدشناختی است که نرم‌تنان برای تغذیه از آن استفاده می‌کنند و نوعی زبان این جانوران به‌شمار می‌آید.
سوهانک دندانک‌های کوچک و نوارهای کیتینی دارد که معمولاً برای تراشیدن و بریدن مواد غذایی پیش از هدایت این مواد به مری به‌کار می‌رود.
در میان جانوران تنها نرم‌تنان هستند که سوهانک دارند و این اندام در همه رده‌های نرم‌تن یافت می‌شود به‌جز در دوکفه‌ای‌ها.
در میان شکم‌پایان، که یکی از رده‌های نرم‌تنان است، هم حلزونها و هم لیسه‌های گیاه‌خوار و گوشت‌خوار دارای سوهانک هستند.
چیدمان دندانک‌ها بر روی سوهانک از یک گروه تا گروه دیگر جانوران، تفاوت‌های زیادی از خود نشان می‌دهد.
در بیشتر تبارهای باستانی شکم‌پایان، از سوهانک برای چریدن از طریق تراشیدن دیاتومه‌ها و دیگر جلبکهای ریز از سطح تخته‌سنگ‌ها و دیگر لایه‌ها استفاده می‌شد.
حلزون‌های درنده دریایی نظیر حلزون‌های ماه‌وش Naticidae از سوهانک به اضافه یک ماده ترشحی برای سوراخ کردن صدف نرم‌تنان دیگر استفاده می‌کنند. دیگر حلزون‌های درنده دریایی ازجمله قیفکیان Conidae سوهانک تخصصی‌شده‌ای دارند که از آن به صورت یک نیزه سمی استفاده می‌کنند. لیسک‌های درنده زمینی و شش‌دار نظیر لیسک شبح‌وار بر روی سوهانک‌های خود دندان‌های دراز و بسیار تیزی دارند که با آن‌ها کرم‌های خاکی را گرفته و می‌درند. سرپایان درنده ازجمله ماهی مرکب از سوهانک برای بریدن بدن طعمه‌ها بهره می‌گیرند.
نام سوهانک به معنی سوهان کوچک است. اما در اصطلاح جانورشناسی، رادیولا یا رادولا نیز خوانده می‌شود.